# Matthias Amann
Matthias Amann (* 21. April 1986) ist ein ehemaliger österreichischer Fußballspieler.

## Karriere
Amann begann seine Karriere beim FC Koblach. Zur Saison 2000/01 kam er in das BNZ Vorarlberg, in dem er in weiterer folge sämtliche Altersstufen durchlief. Zur Saison 2003/04 wechselte er zum Regionalligisten SCR Altach. Mit Altach stieg er zu Saisonende in die zweite Liga auf. Sein Debüt in der zweithöchsten Spielklasse gab er dann im Juli 2004, als er am ersten Spieltag der Saison 2004/05 gegen den LASK in der 89. Minute für Vincenzo Zinnà eingewechselt wurde. In seiner ersten Profisaison kam der Stürmer zu vier Zweitligaeinsätzen. Zur Saison 2005/06 kehrte er nach Koblach zurück.
Zur Saison 2006/07 wechselte Amann zu den drittklassigen Amateuren des SC Austria Lustenau. In Lustenau verbrachte er eine Halbsaison, ehe er im Jänner 2007 wieder zu seinem viertklassigen Heimatverein FC Koblach zurückkehrte. Mit Koblach stieg er 2010 aus der Vorarlbergliga in die Landesliga und in weiterer Folge 2013 aus der Landesliga in die 1. Landesklasse ab. 2015 gelang ihm mit seinem Team der Wiederaufstieg. Nach insgesamt 208 Einsätzen für Koblach in den Spielstufen vier, fünf und sechs, in denen er 86 Tore erzielte, beendete Amann nach der Saison 2016/17 seine Karriere als Aktiver. In der Saison 2017/18 half er noch ein letztes Mal bei der Reserve von Koblach in der 5. Landesklasse aus.